# Indigofera suffruticosa

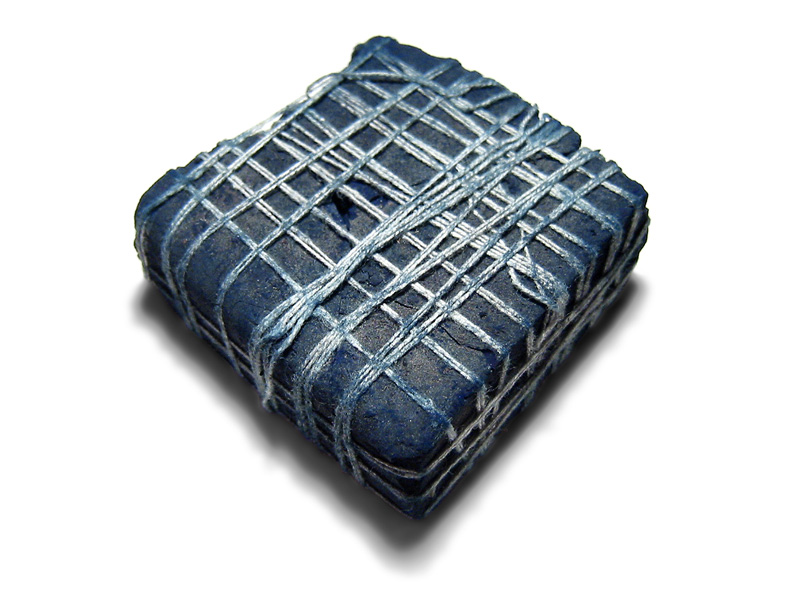
Anil, pigmento natural da planta Indigo

Indigofera suffruticosa é uma espécie vegetal da família Fabaceae, também conhecida como anileira ou pelo seu antigo nome científico, Indigofera anil. É usada como matéria-prima para se obter o anil.
Para o a Indigofera suffruticosa se transformar em azul, necessita-se a execução de algumas transformações químicas. A primeira delas é transformar a precursora do índigo, o Indicano.
O Indicano se transforma em Indoxil através de uma hidrólise (fermentação) e depois passa por uma oxidação e vira Indigotina.